# Dzsnyána-jóga
A dzsnyána-jóga, egyéb átírásokban: dnyána-, gjána-jóga (szanszkrit: ज्ञानयोग) a bölcsesség jógája, a transzcendentális tudás folyamata. A hagyomány alapján a legmagasabb meditatív állapot elérésének módszere.
A dzsnyána (dnyána) szó tudást jelent. A jógával való összefüggésben a meditatív tudatosság állapotára vonatkozik, amely a legfelsőbb tudáshoz vezet, az önvaló ismeretére.
A dzsánya jóga az anyagi világ, a lélek és Isten tanulmányozását, összehasonlítását jelenti, és az anyagi világból a lelki tudás által való kiszabadulást (móksa) célozza meg. Ez teszi alkalmassá a spirituális törekvőt arra, hogy megkülönböztesse az illúziót a valóságtól, és a valódi tudás alapján tapasztalhassa meg spirituális fejlődése állomásait.
A Bhagavad-gítá írja:
Még ha a bűnösök legbűnösebbének tekintenek is, képes leszel átszelni a szenvedések óceánját, ha helyet foglaltál a transzcendentális tudás hajóján.

## Gyakorlat
Egy jógi három fázisban gyakorolhatja ezt a jógát:
- Sravana (श्रवण): a guru hallgatása
- Manana (मनन): a gondolkozás mély állapota
- Nididhjaszana (निदिध्यासन): elmélyedés, benső szemlélet, tartós meditáció

## Advaita-védánta
Sankara rendszere alapján (advaita védánta) a bölcsesség jógájának négy fő pontja:
- Vivéka - a helyes megkülönböztetés.

A lelkiismeret legmagasabb fokának is nevezhetjük. A tiszta lelkiismeret az, ami mindig segít, hogy mi a helyes és mi nem.
A vivéka belső erőt és nyugodt elmét biztosít. A vivékából születik meg a vairágja.
- Vairágja - szenvedélymentesség, vágynélküliség

Egy vairágí számára nem létezik rága–dvésa (vonzódás vagy idegenkedés). A világi ember rabszolgaként veti alá magát e két hatalmas erőnek.
A vairágí megszabadul az önös vágyaktól és a földi élvezetekre vonatkozó minden kívánságtól. Tisztában van vele, hogy a világi örömök és a bennünket körülvevő tárgyak nem adnak tartós boldogságot, ezért ő az örökkévalót keresi.
- Sat-szampat - a hat erény

A hat erény együttesen szolgálja az elme uralmának és fegyelmezésének megvalósítását. A koncentráció és a meditáció addig nem valósul meg, amíg valaki nem szerzett uralmat elméje felett, és nem sikerült megfegyelmeznie.
- - Sama - a meditáció tárgyára irányuló értelem összpontosítása és uralása

A sama az elme derűs vagy kiegyensúlyozott állapota, melyet a vászanák (mentális benyomások) megsemmisítésével lehet elérni. Az elmének tilos az indrijákkal (érzékekkel) kapcsolatba lépnie vagy az érzéki tárgyak és élvezetek felé fordulnia. Ha valaki megállapodott a samában, a következő lépés, a dama, vagyis az indriják feletti uralom önmagától létrejön. Egyetlen érzék sem képes önállóan, az elme segítsége vagy együttműködése nélkül funkcionálni.
- - Dama - az érzékek feletti uralom

Ez észszerű fegyelmezést jelent, nem pedig ostoba vezeklések révén az érzékek tompítását vagy elfojtását. Testünk Isten két lábon járó temploma, egészségét és erejét fenn kell tartanunk. Ezen a csónakon juthatunk át a túlpartra, a halhatatlanság birodalmába.
- - Uparati - az elme elfordítása az érzéki élvezetek utáni vágyakozástól

Az előző pontok gyakorlásával ez az elmeállapot magától bekövetkezik.
- - Titiksá - állhatatosság, tűrés

A törekvőnek el kell viselnie az ellentétpárokat (pl. a meleg-hideg, az öröm-fájdalom stb.)
- - Sraddhá - hit

A guru szavaiba, a védikus írások tanításaiba és a saját önvalóba vetett szilárd hit. Nem azonos a vakhittel. Alapos vizsgálódáson, bizonyítékokon és személyes megtapasztaláson alapszik.
- - Szamádhána

A figyelem által létrejövő mentális egyensúly. Itt már megvalósul a tökéletes koncentráció. Bekövetkezik az elme rögzítése az önvalón, anélkül hogy megengednénk, hogy kénye-kedve szerint külső dolgok felé forduljon.
- Mumuktsva - égő vágy a megszabadulásra (móksa), a születés és halál körforgásából (szanszára) való kiszabadulásra és az élettel járó szenvedésektől, az öregségtől, betegségtől, szomorúságtól, bánattól való megmenekülésre.

## Fordítás
- Ez a szócikk részben vagy egészben  a   Jnana Yoga című német Wikipédia-szócikk fordításán alapul.  Az eredeti cikk szerkesztőit annak laptörténete sorolja fel. Ez a jelzés csupán a megfogalmazás eredetét és a szerzői jogokat jelzi, nem szolgál a cikkben szereplő információk forrásmegjelöléseként.